# 格里斯库尔
格里斯库尔（法語：Griscourt）是法国默尔特-摩泽尔省的一个市镇，属于图勒区（Toul）艾埃地区多梅夫尔县（Domèvre-en-Haye）。该市镇总面积3.74平方公里，2009年时的人口为121人。

## 人口
格里斯库尔人口变化图示